# Ida (bjerg)
 For alternative betydninger, se Ida (flertydig). (Se også artikler, som begynder med Ida)
Ida er navnet på to bjerge, som var hellige i den græske mytologi. Begge blev kaldt Gudindens bjerg, og i begge tilfælde henviser det til gudinden Demeter, modergudinden (de = "gud" + meter = moder") i de førgræske myter. Den samme gudinde har mange navne, bl.a. Mater Idae ("Idabjergets moder").
Idabjerget i Anatolien
Dette bjerg ligger i det nuværende Tyrkiet (i klassisk tid: Frygien), og det når op i 1.774 m.o.h. på positionen 39°42′N, 26°51′Ø, dvs. i Balıkesirprovinsen i det nordvestlige Anatolien, (det gamle Trojas opland). På moderne tyrkisk kaldes bjerget Kaz Dağı (udtales omtrent som "Kas DA-ö").
Idabjerget på Kreta
Bjerget danner øens højeste punkt, der når op i 2.456 m.o.h. Bjergmassivet dækker et areal på omkring 359 km² og omfatter adskillige bjergtoppe og højsletter – med Nida højsletten som den største og mest kendte. Det består af kalksten og ligger i den centrale del af Kreta, i den regionale enhed Rethymno . Idabjerget kaldes nu om stunder for Psilorítis. Det blev betragtet som gudinden Rheas hellige bjerg, hvor man finder den hule, hvor Zeus blev opfostret. På toppen ligger der i dag en kirke, Timios Stavros (= "det hellige kors").